# 树番茄属
树番茄属（学名：Cyphomandra）是茄科下的一个属，为小乔木或灌木植物。该属共有30种，分布于中南美洲。